# Municipio de Black (Dakota del Sur)
El municipio de Black (en inglés: Black Township) es un municipio ubicado en el condado de Tripp en el estado estadounidense de Dakota del Sur. En el año 2010 tenía una población de 133 habitantes y una densidad poblacional de 1,44 personas por km².

## Geografía
El municipio de Black se encuentra ubicado en las coordenadas 43°23′37″N 99°56′21″O / 43.39361, -99.93917. Según la Oficina del Censo de los Estados Unidos, el municipio tiene una superficie total de 92.49 km², de la cual 92,47 km² corresponden a tierra firme y (0,02 %) 0,02 km² es agua.

## Demografía
Según el censo de 2010, había 133 personas residiendo en el municipio de Black. La densidad de población era de 1,44 hab./km². De los 133 habitantes, el municipio de Black estaba compuesto por el 93,98 % blancos, el 5,26 % eran amerindios y el 0,75 % eran de una mezcla de razas. Del total de la población el 0 % eran hispanos o latinos de cualquier raza.